# Focus group
 (juin 2014).
Un focus group (ou groupe de discussion) est une forme de recherche qualitative / étude qualitative qui prend forme au sein d'un groupe spécifique culturel, sociétal ou idéologique, afin de déterminer la réponse de ce groupe et l'attitude qu'il adopte au regard d'un produit, d'un service, d'un concept ou de notices.

## En marketing
Dans le monde du marketing, les focus groups, ou réunions de consommateurs, sont perçus comme des outils privilégiés afin de procéder à une analyse concernant les nouveaux produits et services. Le focus groupe permet aux entreprises qui le désirent de développer, de tester et de discuter des noms, des matériaux de conditionnements, emballages, avant de les commercialiser. Cette démarche permet aussi de recueillir des informations concernant le potentiel du marché et la réaction du public, afin de permettre au produit, ou au service, d'être largement accepté.

## En sciences sociales
En sciences sociales, les focus groups sont utilisés pour étudier des problématiques sociétales non pas à travers l'enquête d'individus, comme c'est le cas dans l'enquête par sondage, mais par la discussion de groupe. Le résultat de cette forme de recherche reflète l'interaction entre les attitudes des participants et le processus social au sein du groupe. Dans son appellation d’origine, l’entretien focalisé (en anglais : focused interview) a été développé initialement aux États-Unis, dans la mouvance du courant de Kurt Lewin en psychologie sociale sur la dynamique des groupes, par Robert Merton et Paul Lazarsfeld, au tout début de la Seconde Guerre mondiale. Le contexte sociopolitique et disciplinaire dans lequel il a été conçu l’a prédestiné à faire face à un certain nombre de questions importantes et urgentes émergeant dans le domaine de la communication de masse et de l’analyse de la propagande. Ces études ont permis de s’intéresser au processus de formation des attitudes et des opinions des auditeurs de différentes émissions radiophoniques (pour un historique, voir Kalampalikis, 2004). En France, le focus group a été utilisé en sociologie dans le cadre théorique de l’intervention sociologique par Alain Touraine. Depuis un peu plus de quinze ans, cette méthode réintègre son contexte disciplinaire d’origine, les sciences sociales, et plus particulièrement la psychologie sociale, (Flick, Uwe, 1998, Kalampalikis, 2007)[source insuffisante] mais aussi la sociologie,, essentiellement en tant que méthode qualitative complémentaire de celles existant jusqu’alors. Un numéro entier du Bulletin de Psychologie contient de nombreuses études internationales utilisant cette technique en psychologie sociale.

## En ergonomie informatique
En ergonomie informatique, le focus group est une méthode d’enquête permettant de recueillir l’opinion des utilisateurs sur un logiciel ou un site web. Cette méthode employée en marketing peut s’appliquer aux produits informatiques afin de mieux comprendre les motivations des utilisateurs et l’image qu’ils se font du produit. Contrairement aux autres méthodes d'ergonomie, le focus groupe se pratique avec plusieurs participants : utilisateurs ou futurs utilisateurs de l’application. Le focus groupe permet uniquement de recueillir des éléments subjectifs, et non des données objectives sur l’usage de l’application comme le test utilisateur par exemple.

## En politique
Depuis 2007, les enquêtes[Lesquelles ?] ont démontré l'importance de l'utilisation des focus groups en politique. Le philosophe Edgar Morin avait déjà posé les contours dans son essai La rumeur d'Orléans (1969). La démarche, souvent médiatisée, consiste dans un premier temps, à tester une idée aussi extravagante (fantasque) soit-elle, et de voir comment le public réagit. Dans un second temps, on analyse la réaction et de façon très scientifique, on note le degré "d'acceptance". Cette acceptation est mesurée afin de rectifier, si nécessaire, des mesures qui pourraient sembler moralement inacceptables, politiquement incorrectes, afin de chercher le moyen par lequel le projet peut aboutir. Il s'agit donc de pouvoir contourner les consciences afin de faire accepter, par exemple, de nouveaux impôts qui porteront un label écologique, de permettre à un dirigeant de la fonction publique d'exercer une responsabilité quelconque (financière, administrative), ou de faire accepter une déviance morale sans que l'opinion publique n'en soit inquiétée.

## Avec les enfants
Le focus group est une méthode à adapter quand il s'agit de le réaliser avec des enfants. Les enfants ont d'autres besoins et il paraît indispensable de ne pas dupliquer les pratiques des focus groupes pour adultes avec les enfants. les enfants peuvent suivre des groupes plus courts. Ils ont aussi besoin d'activités plus ludiques car ils ne peuvent pas mettre en œuvre leurs capacités de raisonnement aussi fortement que des adultes. Les enfants ont besoin d'interagir avec des animateurs qualifiés pour ce genre d'approche.